# Afrikansk fläckkrypare
Afrikansk fläckkrypare (Salpornis salvadori) är en liten afrikansk tätting i familjen fläckkrypare.

## Utseende
De två arterna fläckkrypare, tidigare behandlade som en och samma art, är små fåglar (13–15 cm) brokigt tecknade i brunt, vitt och svart. Likt trädkryparna har de en tunn nedåtböjd näbb som används för att få loss insekter som lever i bark. De saknar dock trädkryparnas styva stjärtfjädrar och påminner därför i kroppsformen mer om nötväckor. Afrikansk fläckkrypare är mycket lik indisk fläckkrypare, men den senare har  vit och otecknad haka och strupe, längre näbb, kortare vingar och mörkare läten.

## Utbredning och systematik
Afrikansk fläckkrypare delas in i fyra underarter med följande utbredning:
- Salpornis salvadori emini – Gambia till nordöstra Demokratiska republiken Kongo och nordvästra Uganda
- Salpornis salvadori erlangeri – Etiopien
- Salpornis salvadori salvadori – östligaste Uganda till västra Kenya, Tanzania, Zambia och Malawi
- Salpornis salvadori xylodromus – Zimbabwe och närliggande Moçambique

Tidigare betraktades afrikansk och indisk fläckkrypare (S. spilonota) som en och samma art. 

### Familjetillhörighet
Fläckkryparnas familjetillhörighet var varit synnerligen omstridd. De har drag av både trädkrypare (Certhiidae) och nötväckor (Sittidae) och olika taxonomiska auktoriteter placerar dem i endera den ena eller andra familjen. Genetiska studier har heller inte helt besvarat frågan om familjetillhörigheten. Vissa studier ger ett stöd, om ändock svagt, för att Certhia och Salpornis är systertaxa, medan andra studiers resultat placerar dem närmare Sitta. Studier av både morfologi, läten och mitokondrie-DNA stödjer istället hållningen att Salpornis bör placeras i en egen familj, närmast släkt med murkryparen (Tichodromidae). Sedan 2024 gör IOC just detta och denna linje följs här.

## Status och hot
Arten har ett stort utbredningsområde och en stor population, men tros minska i antal till följd av habitatförstörelse och fragmentering, dock inte tillräckligt kraftigt för att den ska betraktas som hotad. Internationella naturvårdsunionen IUCN kategoriserar därför arten som livskraftig (LC). Världspopulationen har inte uppskattats.

## Namn
Fågelns vetenskapliga artnamn hedrar den italienska ornitologen Tommaso Salvadori (1835-1923).